# Javier Farinós
Francisco Javier Farinós Zapata (Valência, 29 de março de 1978) é um ex-futebolista espanhol.
Atuou por Valencia B, Valência, Inter de Milão, Villarreal (empréstimo), Mallorca (empréstimo e em definitivo) e Levante. Atualmente tem contrato com o Villarreal.